# Asplenium barclayanum
Asplenium barclayanum är en svartbräkenväxtart som beskrevs av Charles Dennis Adams. Asplenium barclayanum ingår i släktet Asplenium och familjen Aspleniaceae. Inga underarter finns listade.